# Szczytniki (gmina Wiślica)
Szczytniki – wieś w Polsce, położona w województwie świętokrzyskim, w powiecie buskim, w gminie Wiślica.
| SIMC    | Nazwa    | Rodzaj    |
| ------- | -------- | --------- |
| 0277434 | Budzyń   | część wsi |
| 0277440 | Zielonki | część wsi |

W latach 1975–1998 miejscowość należała administracyjnie do województwa kieleckiego.
Wieś położona jest na terenie Nadnidziańskiego Parku Krajobrazowego. Przez miejscowość przepływa rzeka Nida.
Nazwa miejscowości wywodzi się od słowa „szczyty”, bowiem mieszkańcy wsi dostarczali do grodu w Wiślicy materiały do produkcji broni. 
W okresie I Wojny Światowej w Szczytnikach dochodzi do potyczki żołnierzy Piłsudskiego ze stacjonującymi we wsi Kozakami. W nocy z 22 na 23 września 1914 roku stacjonujący we wsi Kozacy zostali zaatakowani przez szwadron konny Władysława Bieliny-Prażmowskiego. W potyczce zginęło 40 Kozaków. Trzech kozaków wzięto zaś do niewoli. (Źródło: Milewska, Zientara Legiony Polskie s. 35).
Szczytniki słyną z produkcji rolniczej m.in. fasoli, a także organizowanych dożynek.
W Szczytnikach działa młodzieżowy Klub Sportowy „VIKING”. Sukcesem drużyny było zwycięstwo w Gminnej Lidze Piłki Nożnej o Puchar Wójta Gminy Wiślica w 2007 roku.
Wierni kościoła rzymskokatolickiego należą do parafii w miejscowości Strożyska.